# Порно (роман)
«По́рно» (также «T2 Trainspotting») — роман Ирвина Уэлша, выпущенный в 2002 году. Роман является своеобразным продолжением книги «На Игле», события в котором разворачиваются спустя 10 лет. В книге также присутствуют персонажи из предыдущих книг Уэлша — персонажи книги «Клей» играют в сюжете значительную роль.

## Сюжет
Действия происходят спустя 10 лет с момента сделки по продаже героина в Лондоне. Сюжет повествуется от лиц Саймона Уильямсона (Sickboy), Дэниела Мерфи (Spud), Френсиса Бегби, Марка Рентона, известных нам по предыдущей книге, а также от лица студентки Эдинбургского университета Никки.
Саймон пытается привести свои дела в порядок, проводя небольшие аферы и пытаясь облагородить доставшийся ему от тетки паб «Порт Радости». Спад пытается наладить отношения с Алисон и своим маленьким сыном Энди, также параллельно пытается писать книгу об истории родного города. Рентон скрывается от прошлого в Амстердаме и владеет там небольшим ночным клубом. Никки через своего одногруппника по университету Рэба Бирелла знакомится с Терри Лоусоном и принимает попытки сняться в порнофильме. Бегби выходит из тюрьмы и, одержимый местью Рентону, начинает искать информацию о его местонахождении.

## T2: Трейнспоттинг
«T2: Трейнспоттинг» (или «На игле 2») — драма британского режиссёра Дэнни Бойла, киноадаптация романа.
Съёмки фильма стартовали 10 марта 2016 года в Эдинбурге, а премьера картины состоялась в 2017 году.
Фильм является продолжением фильма «На игле» (1996).